# Sabalia picarina
Sabalia picarina is een vlinder uit de familie herfstspinners (Brahmaeidae). De wetenschappelijke naam is voor het eerst geldig gepubliceerd in 1865 door Francis Walker.
De soort komt voor in het Afrotropisch gebied.